# Ana Emilia Lahitte
Ana Emilia Lahitte (La Plata, 19 décembre 1921 - 10 juillet 2013) est une poétesse et écrivaine argentine.
Ses œuvres incluent divers genres, mais principalement de la poésie.

## Livres
- 1993 El tiempo, ese desierto demasiado extendido
- 1995 Cinco Poetas capitales: Ballina, Castillo, Mux, Oteriño y Preler
- 1997 Summa (1947-1997)
- 2003 Insurrecciones
- Los abismos
- El cuerpo
- Cielos y otros tiempos
- Sueños sin eco
- Los dioses oscuros
- Roberto Themis Speroni

## Prix
- 1980 Plume d'Argent du PEN club.
- 1982 Puma d'Or de la Fondation argentine pour la poésie.
- 1983 Premier Prix National de Poésie.
- 1994 Prix Konex, diplôme au mérite.
- 1997 Prix de Littérature "Homero Manzi".
- 1999 Prix de Poésie "Esteban Echeverría".
- 2002 "Grand Prix d'Honneur" et "Puma d'Or", de la Fondation argentine de la poésie.
- 2005 Prix "Sol del Macla", du MACLA.